# Altkirch
Altkirch (pronuncia francese :  /altkiʁʃ/, pronuncia tedesca : /altkɪʁç/ ;  Àltkelch in alsaziano, Àltkìrech in alemanno) è un comune francese di 5 658 abitanti situato nel dipartimento dell'Alto Reno nella regione del Grand Est. È situata nel sud dell'Alsazia, non lontano dal confine con la Svizzera e con la Germania.

## Nome
Il nome della cittadina significa letteralmente "vecchia chiesa" (Àlta Kìrch o Àlta Kìrech in dialetto alsaziano e Alte Kirche in tedesco), e comparve per la prima volta nell'XI secolo nella forma Aldechiarcum, mentre all'inizio del secolo successivo è attestato come Altckirch.

## Società

### Evoluzione demografica
Abitanti censiti

## Amministrazione

### Gemellaggi
- San Daniele del Friuli, dal 1985